# Processa guyanae
Processa guyanae is een garnalensoort uit de familie van de Processidae. De wetenschappelijke naam van de soort is voor het eerst geldig gepubliceerd in 1959 door Holthuis.